# NGC 2477
Az NGC 2477 (más néven Caldwell 71) egy nyílthalmaz a Puppis (Hajófar) csillagképben.

## Felfedezése
Az NGC 2477 nyílthalmazt Nicolas-Louis de Lacaille abbé fedezte fel 1751-ben vagy 1752-ben egy dél-afrikai utazása alkalmával.

## Tudományos adatok
A Sky Catalog 2000.0 a halmaz korát 700 millió évre becsüli. A halmaz több mint 300 csillagból áll, a legfényesebb 9,81 magnitúdójú.

## Megfigyelési lehetőség
Az NGC 2477 a rendkívül forró, O5 színképosztályú ζ Puppis csillagtól 2,5 fokra északnyugatra található meg.